# Паньковець Микола
Паньковець Микола (Варнак; 1916, ? — 10 березня 1946, Синовські хутори с. Мельники, Старовижівський район, Волинська область) — лицар Срібного хреста заслуги УПА.

## Життєпис
Редактор журналу «До волі» (1943-?), політреферент (? — весна 1945), а відтак референт пропаганди (весна 1945 — 03.1946) Ковельського окружного проводу ОУН. Загинув у криївці. Відзначений Срібним хрестом заслуги (16.10.1948).